# Kindereisenbahn Baku
| Lokomotive TU2-019 der Kindereisenbahn |                     |                                |                                |
| Streckenlänge: | 1,05 km             |                                |                                |
| Spurweite: | 750 mm (Schmalspur) |                                |                                |
| |                     |                                |                                |
| \| \| 0 \| Zoopark (früher Komsomolskaja) \| Zoopark (früher Komsomolskaja) \| \| \| \| Depot \| \| \| \| \| \| \| \| \| \| \| \| \| \| 1,05 \| Bagar („Frühling“) \| Bagar („Frühling“) \| |                     |                                |                                |
| Kopfbahnhof Streckenanfang (Strecke außer Betrieb) | 0                   | Zoopark (früher Komsomolskaja) | Zoopark (früher Komsomolskaja) |
| Strecke (außer Betrieb) · Haltepunkt / Haltestelle Streckenanfang (Strecke außer Betrieb)                                                                                                   |                     | Depot                          | Depot                          |
| Abzweig geradeaus und von links (Strecke außer Betrieb) · Strecke nach rechts (außer Betrieb)                                                                                               |                     |                                |                                |
| Bahnübergang (Strecke außer Betrieb) |                     |                                |                                |
| Kopfbahnhof Streckenende (Strecke außer Betrieb) | 1,05                | Bagar („Frühling“)             | Bagar („Frühling“)             |

Die Kindereisenbahn Baku  (aserbaidschanisch Azərbaycan Dövlət Uşaq Dəmir Yolu) war eine schmalspurige Kindereisenbahn in der aserbaidschanischen Hauptstadt Baku. Sie verlief auf einer 1,05 km langen Strecke mit einer Spurweite von 750 mm zwischen zwei Kopfbahnhöfen durch den Şəhriyar-Park (früher Dserschinski-Park). Die Bahn wurde am 10. August 1947 als eine der vielen Pioniereisenbahnen in der Sowjetunion eröffnet. Sie wurde im Juni 2009 außer Betrieb genommen und abgebaut.

## Geschichte
Die Idee, in Baku eine Kindereisenbahn zu errichten, stammt aus dem Jahr 1945. Die Entscheidung des Ministerrates von Aserbaidschan am 15. Juni 1946 bestimmte den Beginn und das Ende der Errichtung der Eisenbahn. Der Bau begann am 14. März 1947 und endete am 1. Mai 1947. Die Eisenbahnlinie lag im Dserschinski-Park (später Şəhriyar-Park). Am Bau der Eisenbahn halfen auch Schüler und Studenten aus Baku. Ungefähr 120 junge Eisenbahner waren an der Arbeit beteiligt. Die Eröffnung der Baku-Kindereisenbahn erfolgte am 10. August 1947. Der erste Leiter der Baku-Kindereisenbahn war M. Achundow. Der Bahnhof Zoopark war dreigleisig, damit die Lokomotiven ans andere Ende des Zuges umgesetzt werden konnten. Der Bahnhof Bagar hatte ein Gleisdreieck zum Wenden der Züge, das aber später abgebaut wurde.
Ursprünglich waren laut Bauplan zwei Phasen vorgesehen. Der erste Streckenabschnitt im Dserschinski-Park führte zum Republikanischen Stadion, das es dort bis 2009 gab, und der zweite Streckenabschnitt sollte in die Montin-Siedlung führen, so dass die Bahn eine Gesamtlänge von vier Kilometern gehabt hätte. Aber der zweite Streckenabschnitt wurde nicht gebaut. So gab es nur die 1050 Meter lange Strecke vom Dserschinski-Park zum Republikanischen Stadion.
Während der frühen 1990er Jahre verlor die Kindereisenbahn an Bedeutung und wurde von der Liste der Aserbaidschanischen Staatsbahnen gestrichen. Daraufhin befand sie sich in einer Krise. Seit Januar 2002 fand die Baku-Kindereisenbahn jedoch erneut verstärktes Interesse, und die Entscheidung der 1990er Jahre wurde als falsch eingestuft. Die Lagerhäuser wurden repariert und modernisiert, die Schienen wurden an einigen Stellen erneuert, und die Signale und Kontakte wurden komplett saniert. Im Juni 2002 wurde die Strecke nach den Reparaturarbeiten wieder in Betrieb genommen.
Im Juni 2009 wurde die Kindereisenbahn in Baku stillgelegt und abgebaut und an den Biləcəri-Stausee gebracht, um sie dort gelegentlich wieder aufzubauen, was aber bisher noch nicht durchgeführt wurde.

## Schienenfahrzeuge

### Diesellokomotiven
- ТУ2 – TU2-019, TU2-206

### Dampflokomotiven
- K.7 (Typ 86, Lokomotivfabrik Kolomna)
- 159-141

### Wagen
- sechs Pafawag-Wagen